# Adamiwka (rejon kamieniecki)
Adamiwka (ukr. Адамівка, ros. Адамовка) – wieś na Ukrainie, w obwodzie chmielnickim, w rejonie kamienieckim.
W czasach Rzeczypospolitej wieś leżała w województwie podolskim. Odpadła od Polski w wyniku II rozbioru.